# Communes d'arrondissement du Sénégal

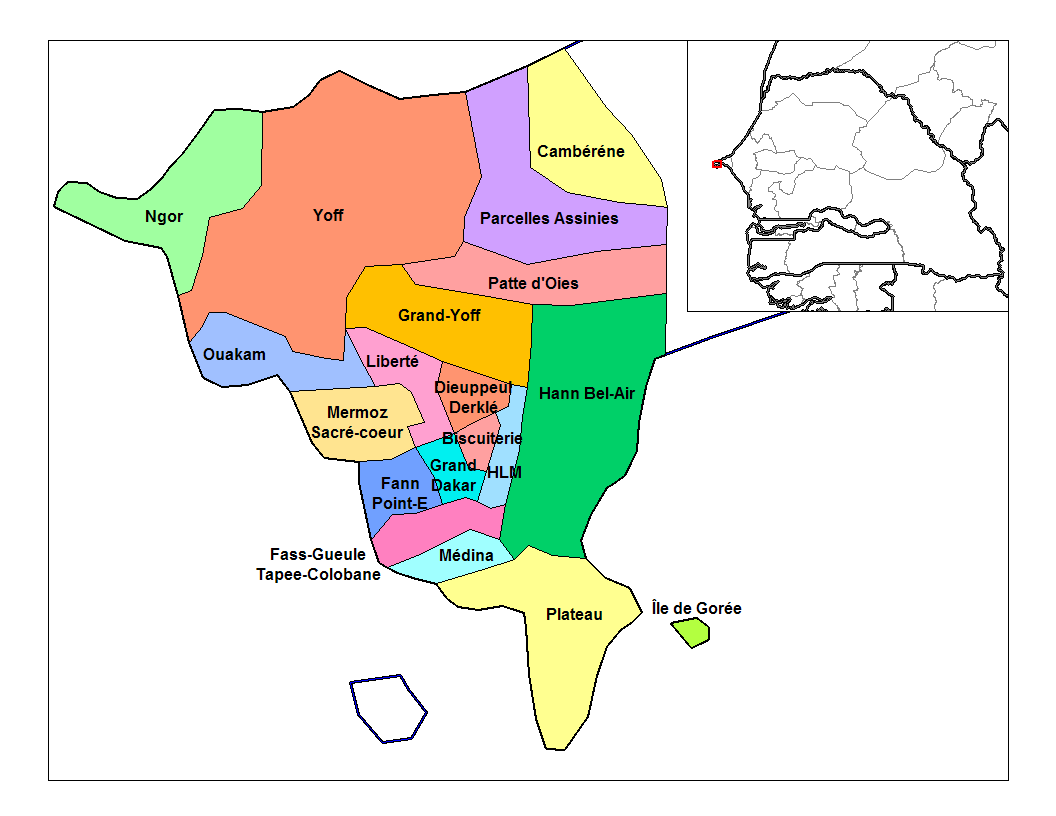
Les communes d'arrondissement de Dakar

Les communes d'arrondissement du Sénégal étaient des subdivisions administratives du Sénégal apparues en 1996. Ce nouveau découpage permettait le fractionnement des grandes communes urbaines. Après plusieurs réformes, on en dénombrait 46 en 2009.
Finalement en 2013, toutes les communes d'arrondissement (au sein des cinq anciennes communes concernées dans deux régions) ont été érigées en communes de plein exercice dotées de toutes les compétences communales en tant que collectivités locales, en lieu et place des anciennes communes à statut spécial qui les regroupaient et qui ont chacune été converties en simples départements (sans conseil exécutif) au sein de leur région (doté d'un conseil régional). Les anciens conseils de communes d'arrondissement sont depuis des conseils municipaux comme les autres, les conseils municipaux des anciennes grandes communes urbaines qui les regroupaient n'ont plus d'exercice, mais les conseils municipaux des nouvelles communes érigées peuvent coopérer au sein de groupements d'intérêt communautaire.

## Histoire
En raison de l'explosion démographique autour de la capitale, les villes ne pouvaient plus être gérées par un seul maire et la création d'une nouvelle entité s'est avérée nécessaire. C'est ainsi que la commune d'arrondissement a été créée par le décret no 96-745 du 30 avril 1996, sur le modèle de la ville de Paris qui compte 20 arrondissements.
Le décret no 2002-174 détermine la composition des conseils municipaux dans ces nouvelles communes.
Le nombre de conseillers par commune est fixé par le décret no 2002-175.
Début 2008 il y a 43 communes d'arrondissement, dont 5 sont dirigées par des femmes.
Le 2 mai 2008, la dissolution de 2 communes d'arrondissement est envisagée en Conseil des Ministres : il s'agit de HLM à Dakar et de Golf Sud à Guédiawaye. Ce projet ne s'est pas concrétisé pour le moment.
Le 20 novembre 2008
, 3 communes d'arrondissement sont créées à Thiès : Thiès Nord, Thiès Est et Thiès Ouest.
Au moment des élections locales de mars 2009, le Sénégal comptait donc 46 communes d'arrondissement.

## Découpage
Ces 46 communes d'arrondissement permettaient le découpage de cinq villes très peuplées, toutes situées sur la partie nord du littoral à l'ouest du pays, dans la presqu'île du Cap-Vert et la zone attenante :
- dans la région de Dakar :
  - Dakar (ancienne commune, aujourd'hui seulement un département) : 19 communes
  - Pikine (ancienne commune, aujourd'hui seulement un département) : 16 communes
  - Guédiawaye  (ancienne commune, aujourd'hui seulement un département) : 5 communes
  - Rufisque  (ancienne commune, aujourd'hui seulement un département) : 3 communes
- dans la région de Thiès :
  - Thiès  (ancienne commune, aujourd'hui seulement une partie de son département) : 3 communes

## Enjeux et difficultés
Un certain nombre de compétences (notamment les tâches d’utilité courante comme la gestion des marchés de quartier, la participation à la collecte des ordures ménagères, le désensablement ou l’entretien des rues) ont été transférées à ces nouvelles entités, mais elles n'ont pas été accompagnées des ressources suffisantes. En particulier, il n'y a pas eu de transfert de fiscalité entre la mairie de la ville et ces nouvelles instances et certaines initiatives ont pu proliférer de manière anarchique.